# Kumpusaari (ö i Kajanaland, Kajana, lat 64,43, long 27,45)
Kumpusaari är en ö i Finland. Den ligger i sjön Kivesjärvi och i kommunen Paldamo i den ekonomiska regionen  Kajana ekonomiska region  och landskapet Kajanaland, i den centrala delen av landet, 500 km norr om huvudstaden Helsingfors. Öns area är 6,5 hektar och dess största längd är 420 meter i sydväst-nordöstlig riktning.